# Nenê Felão
 Nilton Rodrigues Felão Júnior, mais conhecido como Nenê (São Paulo, 26 de janeiro de 1963 — Mandaguari, 22 de março de 2016), foi um futebolista brasileiro que atuava como zagueiro.

## Carreira

### Início
Nenê teve passagens pelas equipes de base do Parque da Moóca e Nacional, mas foi nos juniores do Juventus que encontrou a oportunidade de destacar-se e ser profissionalizado.

### Juventus
No inicio do ano de 1983 conquistou seu primeiro titulo na equipe profissional do Juventus, o Campeonato Brasileiro da Taça de Prata, chamando a atenção dos cartolas para a sua convocação para as seleções Paulista de Juniores e Brasileira de Novos, onde conquistou dois títulos. No ano de 1986 mais dois títulos, um na equipe da Moóca, e outro na Seleção Paulista. No final de 1987 saiu do Juventus, clube que lhe rendeu cinco títulos. 

### Palmeiras
Em 1987, aos 24 anos, Nenê foi para o Palmeiras, cedido por empréstimo pelo Juventus por apenas três meses, para reforçar a zaga alviverde, na conturbada e polêmica Copa União de 1987; o alviverde pagou pelo empréstimo até dezembro a quantia de quinhentos mil cruzados. No inicio de 1988, os dirigentes do Palmeiras relutaram em desembolsar a quantia de quinze milhões de cruzados pedidos pelo Juventus, mas trouxeram Nenê em definitivo para a temporada de 1988.

### Final de carreira
No Palmeiras foram praticamente dois anos, 53 jogos e dois gols com a camisa alviverde. Nenê ainda teve passagens pelas equipes do Guarani de Campinas, Vitória da Bahia, Grêmio Maringá e Londrina; onde transferiu-se para Europa, e teve uma experiência no futebol português, na equipe do Nacional da Madeira. Retornando da Europa, encerrou sua carreira futebolística na equipe do São Caetano no ano de 1995, aos 32 anos de idade.

### Falecimento
Formado em administração de empresas e marketing, seus últimos anos de vida foram na cidade paranaense de Mandaguari. Faleceu no dia 22 de março de 2016. Seu corpo foi encontrado pela esposa Silvana Nogarotto, sem sinais de violência física ou lesões. 

## Títulos
Seleção Brasileira
- Torneio Internacional de Toulon: 1 (1983)[1]

Seleção Paulista
- Campeonato Brasileiro de Seleções Juniores: 1 (1983).[1]
- Campeonato Brasileiro de Seleções Estaduais: 1 (1986).[3]

Juventus
- Campeonato Brasileiro - Série B: 1 (1983)[1]
- Torneio Início Paulista: 1 (1986). [2]

## Família
Nenê é filho do famoso Nilton Rodrigues Felão, apelidado de Praça, primeiro Campeão Brasileiro de Sinuca em 1978. Casou-se e teve um filho, Nilton Rodrigues Felão Neto.